# Vitögd stare
Vitögd stare (Aplonis brunneicapillus) är en fågel i familjen starar inom ordningen tättingar.

## Utseende och läten
Vitögd stare är en långstjärtad och glansigt svart kolonihäckande stare med som namnet avslöjar vita ögon. Adulta fåglar har långa förlängda stjärtfjädrar, men dessa är ofta brutna delvis eller helt. Ungfågeln saknar dessa, liksom den adulta fågelns vita ögon och kraftiga näbb. Vidare har den streckat beigefärgad undersida. Kroppslängden är 21 cm, exklusive de 11 cm långa förlängda stjärtfjädrarna. Metallstare och sångstare har båda röda ögon, kortare stjärt och tunnare näbb. Bland lätena hörs olika för starar typiska tjattrande och visslande ljud.

## Utbredning och status
Fågeln är endemisk för är på Salomonöarna där den förekommer på öarna Bougainville, Guadalcanal, Choiseul och Rendova. Den behandlas som monotypisk, det vill säga att den inte delas in i några underarter.

## Status och hot
Vitögd stare beskrivs som ovanlig och dåligt känd. Den har en liten världspopulation bestående av uppskattningsvis endast 1 000–2 500 vuxna individer. Den tros också minska i antal till följd av habitatförlust. Arten är därför upptagen på internationella naturvårdsunionen IUCN:s röda lista över hotade arter, kategoriserad som sårbar (VU).